# Vena esplénica
La vena esplénica o vena lienal es un vaso sanguíneo que drena sangre del bazo hacia la vena porta hepática. Ayuda a transportar la sangre rica en oxígeno y nutrientes desde el bazo hacia el hígado para su filtración y procesamiento.

## Enfermedades relacionadas
Las enfermedades de la vena esplénica pueden incluir trombosis venosa esplénica, que es la formación de un coágulo sanguíneo en la vena, y varices esplénicas, que son venas dilatadas y tortuosas debido a una obstrucción en el flujo sanguíneo. Estas condiciones pueden causar dolor abdominal, hinchazón, sangrado gastrointestinal y en casos graves, incluso ruptura esplénica. El tratamiento puede incluir medicamentos anticoagulantes, procedimientos para disolver o eliminar los coágulos, o en casos severos, cirugía para reparar o extirpar la vena afectada.